# Seznam plemen drůbeže
Seznam plemen drůbeže uvádí abecedně uspořádaný přehled plemen drůbeže.

## A
- aarschotská slepice
- africká husa
- alsaská husa
- ameraukana
- americká pekingská kachna
- americká žlutá husa
- amrokska
- andaluska
- anglická sedlatá husa
- annabergská chocholatá a kadeřavá slepice
- ankona
- antverpský vousáč
- apencelský chocholáč
- apencelský vousáč
- araukana
- ardenská slepice
- asendelftská slepice
- asilka
- augsburská slepice
- australka

## B
- bantamka
- barneveldka
- basetka
- baskitská husa
- bavorská husa
- bergská slepice s plandajícím hřebenem
- bergský kokrháč
- bílefeldská slepice rodobarvá
- bojovnice chu šámo
- bojovnice jakido
- bojovnice jamato gunkei
- bojovnice ko šamo
- bojovnice šamo
- bojovnice tuzo
- bourbonská slepice
- brabantka
- brabantská selská slepice
- brahmánka
- brakelka
- bredy
- bres-gauloisská slepice
- brugská bojovnice
- buckeye

## C
- cellská husa
- cemanská slepice
- cubalaya

## Č
- česká chocholatá husa
- česká husa
- česká krůta
- česká slepice

## D
- dánská selská slepice
- delawarská slepice
- dolnorýnská slepice
- dominikánka
- dorkinka
- drážďanka
- drentská slepice
- durynský vousáč
- dypolcká husa

## E
- elsberská kachna
- emdenská husa
- empordská slepice
- estairská slepice

## F
- faerská husa
- falcká bojovnice
- faverolka
- fayoumi
- fénixka
- forverka
- francká husa
- francouzská krahujcovitá slepice
- frankfurtská zakrslá slepice
- fríská slepice

## G
- groningenský racek
- grubský vousáč

## H
- hamburčanka
- hedvábnička
- hempšírka
- holanďanka
- holandská chocholatá slepice
- holandský soví vousáč
- holokrčka
- husa kadeřavá
- husa labutí
- hudánka

## I
- indická bojovnice
- indický běžec
- italská husa
- izegemská krahujcovitá slepice

## J
- jávská slepice
- japonka chabo
- jokohamka

## K
- kadeřavá slepice
- kajuga
- kampbelka
- kastiliánka
- kachna čárkovaná
- koeyoshi
- kočinka
- kosovský kokrháč
- krátkonožka
- krevkérka
- krůta standardní
- kusky

## L
- lafleška
- lakenfeldka
- landeská husa
- langšanka
- leghornka
- lutyšská bojovnice

## M
- madráská bojovnice
- malajka
- maranska
- mechelenka
- minorka

## N
- německá nosná husa
- německá krahujcovitá slepice
- německá lososová slepice
- německá říšská slepice
- norská slepice
- novoanglická bojovnice

## O
- okino
- onagadori
- oravka
- overberžská kachna
- orlovka
- orpingtonka
- orpingtonská kachna

## P
- paduánka
- penedesenská slepice
- plymutka
- polská zelenonožka
- pomořanská husa
- pomořanská kachna

## R
- ramelsloher
- redcap
- rodajlenka červená
- ruánská kachna
- rýnská slepice

## S
- sasexka
- saská kachna
- saská slepice
- satsumadori
- sebritka
- selská kachna
- smaragdová kachna
- slovenská husa
- staroanglická bojovnice
- suchovská husa
- sulmtálka
- sultánka
- sumatránka
- sundánská bojovnice
- sundhajmská slepice

## Š
- šaamská slepice
- španělka
- štajnbašská husa
- štýřanka
- šumavanka

## T
- tomaru
- totenko
- tuluská husa

## V
- velsumka
- vatermalský vousáč
- vestfálská vysokonosná slepice
- vlaška
- vranohlávka
- vyandotka
- východofríský racek
- vysokohnízdící létavá kachna

## Z
- zakrslá kachna
- zakrslá rousná slepice

## Ž
- žerzejský obr